# Gil Baer
Gilles Berr dit Gil Baer, né à Strasbourg le 17 février 1863 et mort à Paris le 22 avril 1931, est un dessinateur d’humour et illustrateur français.

## Biographie
Gilles Berr dit Gil Baer (écrit parfois GilBaer et Gil Baër) est le fils du lithographe Léopold Berr, originaire de Strasbourg.
En 1885, il est condamné par la justice allemande à payer 600 marks pour n'avoir pas effectué son service national, alors qu'il l'avait effectué en France.
Il connaît un certain succès à partir de 1883. En 1887, il se marie avec Marie-Thérèse Bloch. Sa femme est particulièrement bien introduite dans le monde littéraire et artistique.
Durant la Première Guerre mondiale, il illustre de nombreuses cartes postales humoristiques.
Il illustre des livres de Michel Corday, Jean Valgorge, Charles Talbere, etc. Il dessine pour des journaux illustrés comme La Chronique parisienne, Le Petit Français illustré, Jean qui rit, Le Pèle mêle, Le Rire, Les Annales Politiques et Littéraires (voir n° du 9 novembre 1924), Paris s'amuse (par exemple, dans le no 14 du 14-01-1905), L'Assiette au beurre, la Collection des cent.
Il est fait chevalier de la Légion d'honneur en 1926..

## Ouvrages illustrés
- Fernand Hue, 500 000 dollars de récompense, illustrations de Gil Baer, Lecène Oudin et Cie, 1892  lire en ligne sur Gallica
- Fernand Hue, Les cavaliers de Lakhdar : roman algérien, illustrations de Gil Baer, Lecène Oudin et Cie, 1895 lire en ligne sur Gallica
- Pierre de Lano, Nos Parisiennes : celles qui aiment, Paris, H. Simonis Empis, 1896.
- Louis Hédin, Tu resteras aux champs !, dessins à la plume de Gil Baer, 1928.